# NGC 3265
NGC 3265 (również PGC 31029 lub UGC 5705) – galaktyka eliptyczna (E), znajdująca się w gwiazdozbiorze Małego Lwa. Odkrył ją William Herschel 11 kwietnia 1785 roku.